# IPhone X
O iPhone X (X é pronunciado em números romanos como 10; em inglês, por sua vez, pronuncia-se/ˈtɛn/) foi um smartphone criado, desenvolvido e comercializado pela Apple Inc. Foi anunciado no dia 12 de setembro de 2017, juntamente com o iPhone 8 e o iPhone 8 Plus no Teatro Steve Jobs no campus Apple Park, pelo CEO da Apple Tim Cook, e foi lançado no dia 3 de novembro de 2017. Foi batizado de iPhone X por celebrar o décimo aniversário do iPhone, uma vez que o "X" representa o número dez em algarismos romanos.
Dentro do rol de dispositivos da Apple, o modelo X é posicionado como um modelo premium, topo de linha, destinado a exibir as tecnologias mais avançadas. Os vazamentos, incluindo aqueles dos fabricantes de capas, além do firmware do HomePod e a versão final do iOS 11, reveleram vários aspectos do dispositivo antes do seu lançamento, e também o fato de que teria um desgin praticamente sem bordas e sem o tradicional botão de início, um display OLED, duas câmeras com sensor de profundidade e um sistema de desbloqueio por reconhecimento facial conhecido como Face ID.